# Cécilia, médecin de campagne
Cécilia, médecin de campagne est une série télévisée française en 13 épisodes de 26 minutes, tournés en noir et blanc, créée par Gérard Sire, et diffusée entre le 9 avril 1966 et le 9 juillet 1966 sur la première chaîne de l'ORTF.

## Synopsis
Cécilia Baudouin est une jeune généraliste qui vient s'installer au village de Tourlezane. Dans ce milieu rural, c'est le guérisseur, Tabouriech, qui a la charge de la santé des villageois. La jeune femme va devoir faire ses preuves et gagner la confiance des gens.

## Fiche technique
- Scénario : Gérard Sire
- Réalisation : André Michel
- Directeur de production : Roger Cauvin
- Photographie : Paul Soulignac
- Musique : Georges Moustaki
- Origine :  France
- Langue : Français Mono
- Image : Noir et blanc

## Distribution
- Nicole Berger : Cécilia Baudouin
- Charles Blavette : Cahuzac, le maire
- Jean de Turris : Bernard Maurel
- Yvette Étiévant : Mme Maurel
- Pierre Mirat : Augustin Tabouriech
- Jacques Portet : Roger Cros, l'instituteur
- Laurence Lignières : Théolinde (as Laurence Lignères)
- Mirès Vincent : Mme Lespinasse
- Jean-Marie Bon : M. Lespinasse
- Serge Sauvion : Le brigadier Cosson
- Françoise Vatel : Marie-Rose
- Jean-Pierre Kalfon : Aldo Pozzoni
- Amidou : Rocardo Pozzoni
- Russ Moro : Bud
- Jacques Rispal : Roumagnol
- Jean-Marc Allègre : Un paysan
- Jacqueline Duc : Mme Valette
- Romain Bouteille : Antoine Chopin
- Jean Daniel : Le curé
- Julien Maffre : Le pompiste
- Yves Cadene : Le contremaître
- Mattei : Le chauffeur

## Épisodes
1. L'enfant blessé
2. L'ami invisible
3. Un homme en trop
4. L'américain peu tranquille
5. Le tableau miraculeux
6. La mort d'un facteur
7. Cécilia, médecin légiste
8. L'enfant téléguidé
9. Les cinéastes
10. Secret professionnel
11. La fille du guérisseur
12. Le village empoisonné
13. Les mauvaises fréquentations

## DVD
L'intégrale de la série est sortie chez LCJ Éditions et Productions.